# Meliata
Meliata (in ungherese Melléte) è un comune della Slovacchia facente parte del distretto di Rožňava, nella regione di Košice.